# 岡田智彦
岡田 智彦（おかだ ともひこ、1973年 - ）は、日本の小説家。熊本県出身。

## 経歴
熊本県八代郡鏡町（現：八代市）に生まれる。現在、埼玉県朝霞市在住。現役小学校教師。2002年、『キッズ・アー・オールライト』で第39回文藝賞受賞。

## 作品リスト

### 単行本
- 『キッズ・アー・オールライト』（2002年12月12日 河出書房新社 / 2006年3月7日 河出文庫）- 初出：『文藝』2002年冬季号
- 『BGM』（2005年2月25日 河出書房新社）- 初出：『文藝』2004年秋季号